# Sulfur d'argent
El sulfur d'argent és un compost inorgànic iònic constituït per cations argent(1+), {\displaystyle {\ce {Ag^+}}}, i anions sulfur, {\displaystyle {\ce {S^2-}}}, de fórmula {\displaystyle {\ce {Ag2S}}}. És el compost negre que es forma amb el pas del temps a la superfície dels objectes d'argent.

## Estat natural

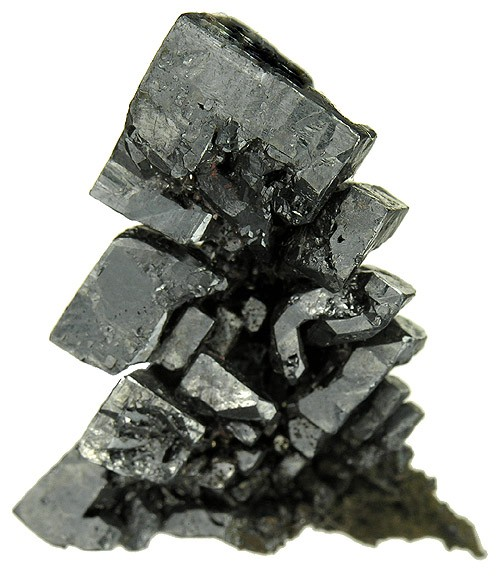
Acantita

El sulfur d'argent es troba en estat natural en el mineral acantita que va ser descrit per primera vegada el 1855 per Gustav Adolf Kenngott, qui la va trobar a Jáchymov, Bohèmia, República Txeca. El nom prové de la paraula grega akantha que significa espina o fletxa, en referència a la seva forma cristal·lina. Té color negre. És la mena més important d'argent. A més de 176 °C l'acantita es transforma en l'argentita.

## Estructura i propietats
El sulfur d'argent és polimòrfic, cristal·litza en tres fases. La més estable a baixa temperatura i fins al 176 °C és la {\displaystyle {\ce {\alpha-Ag2S}}} en el sistema monoclínic i que hom la troba en el mineral acantita; la fase {\displaystyle {\ce {\beta-Ag2S}}} cristal·litza en l'estructura cúbica centrada en el cos, present en el mineral argentita i estable fins als 586 °C; i la {\displaystyle {\ce {\gamma-Ag2S}}} en forma de cristall d'estructura cúbica centrada en la cara a altes temperatures.
El sulfur d'argent és un compost molt insoluble en aigua, amb un producte de solubilitat extremadament baix, 6,31×10–50. També és insoluble en etanol. És soluble en àcid sulfúric i àcid nítric.
A baixes temperatures és mal conductor de l'electricitat, però passa a ser-ho quan supera els 176 °C i es transforma en la fase {\displaystyle {\ce {\beta-Ag2S}}} o argentita. En aquesta fase el cations argent(1+) tenen una certa llibertat de moviment dins l'estructura que formen ela anions sulfur. És, per tant, una conductivitat iònica i no electrònica com la dels metalls. Aquesta propietat fou descoberta per Michael Faraday el 1833.

## Preparació
És obtingut precipitant una solució de nitrat d'argent, {\displaystyle {\ce {AgNO3}}}, amb sulfur d'hidrogen, {\displaystyle {\ce {H2S}}}:
{\displaystyle {\ce {AgNO3 + H2S -> Ag2S + HNO3}}}

## Aplicacions
Des de principis del segle xix el sulfur d'argent s'ha emprat en fotografies per transformar les fotografies en blanc i negre a color marró.
El sulfur d'argent és un material que pot tenir en el futur importants aplicacions en cel·les fotoquímiques, en detectors d'infrarojos, en dispositius de memòria, per a convertir energia solar en energia elèctrica, com a biomarcador, com a fotocatalitzador o com antibacterià.